# Brođanci
Brođanci su naselje u južnom dijelu općine Bizovac u Osječko-baranjskoj županiji. Od Bizovca su udaljeni 5 km.

## Stanovništvo
| broj stanovnika | 1098  | 1248  | 1100  | 1178  | 1281  | 1376  | 1346  | 1429  | 1372  | 1289  | 1163  | 900   | 784   | 668   | 633   | 547   | 454   |
|                 | 1857. | 1869. | 1880. | 1890. | 1900. | 1910. | 1921. | 1931. | 1948. | 1953. | 1961. | 1971. | 1981. | 1991. | 2001. | 2011. | 2021. |

U 1869. sadrži podatke za naselje Selci. 

## Povijest
Njegov naziv, navodno potječe od riječi brod - janci, jer su bili okruženi rukavcima rijeke po kojoj su nekada plovile brodice. Ubrajaju se u stara podravska naselja. 
U blizini sela otkriveno je neolitsko nalazište Vinogradi i Franjin bostan s ostacima keramike koji pripadaju sopotskoj kulturi. 
U srednjem vijeku tu je bio possesio (posjed) Keresteleke ili Kiresteleke iz 1392. godine, koji je pripadao gradu Koški, a od 1506. i 1507. godine kaštelu Subotici kao Krysewcz. Na starim kartama naselja iz turskog doba 1680. Slavonije i Srijema iz 1745. godine upisano je naselje Brogianc uz sela Križevci, Biljanci i Habjanovci. 
Za vrijeme ratova s Turcima od 1683. godine stanovništvo se razbježalo, a na svoja ognjišta se vratilo 1699. godine. 
Prema vlastelinskom popisu 1885. godine, dakle 165 godina poslije prvog popisa, imali su Brođanci 145 kuća s 1 100 stanovnika. Škola je izgrađena 12. studenog 1851. godine. Ogranak Seljačke sloge bio je osnovan 1934. godine. Prvi mlin bio je podignut 1909. godine, a pokretao ga je motor s elektrogeneratorom za osvjetljenje jednog dijela sela. U cilju unapređivanja poljoprivrede bila je 1947. godine osnovana Seljačka radna zadruga “Bolja budućnost”. Zadruga nije opravdala povjerenje, pa je nakon 5 godina likvidirana. 

## Crkva
Katoličkoj župi s crkvom Sv. Ane iz 1798. godine pripadaju filijalne crkve: Sv. Martina u Čepinskim Martincima iz 1803. godine i Sv. Bartola u Habjanovcima iz 1837. godine,te nedavno dodana filijala Sv. Ivana Krstitelja u Novakima Bizovačkim.
Crkva Sv. Ane građena je u duhu kasnog baroka i spada u red skromnijih sakralnih objekata nastalih u prijelazu XVIII. i XIX. st. na području Slavonije, crkveni god ili kirvaj slavi se 26. srpnja.

## Obrazovanje
Područna škola je do četvrtog razreda, a radi u sklopu Osnovne škole Bratoljub Klaić iz Bizovca.

## Kultura
- KUD "Brođanci" Brođanci

## Šport
- NK Gaj Brođanci (3. ŽNL Osječko-baranjska, Liga NS Valpovo, 2018./19.)
- Stolnoteniski klub Omladinac Brođanci

Selo je poznato i po Olimpijadi starih športova.

## Ostalo
- Dobrovoljno vatrogasno društvo Brođanci
- Brođanačka udruga mladih
- Lovačko društvo "Sokol" Brođanci

## Vanjska poveznica
- http://www.opcina-bizovac.hr/
- http://www.hrv89.hr/Olimpijada/.html%5Bneaktivna+poveznica%5D